# Instituto Butantan
Instituto Butantan är ett seruminstitut i Butantã utanför São Paulo.
Institutet grundades 1899 av doktor Vital Brazil och vann internationell ryktbarhet genom ormgiftsforskningarna som bedrevs där och genom införandet av serum mot ormbett i Sydamerika. Instituto Butantans serumtillverkning storskaliga serumtillverkning som bedrevs genom att lokalbefolkningen i hela Brasilien genom premiesystem uppmuntrades att leverera giftormar till institutet. Till immunisering och framställning av serum användes hästar och mulåsnor vilka injicerades med giftet. Ett större museum finns även på platsen.